# Rybne
Rybne (ukrán nyelven: Рибне, Rybne) Lengyelország délkeleti részén, a Kárpátaljai vajdaságban, a Leskói járásban található település. A község Solinától közel 7 kilométernyire fekszik délnyugati irányban, míg a járási központnak számító Lesko 16 kilométernyire északra található, valamint a vajdaság központja, Rzeszów 82 kilométernyire északra van a településtől.